# 正宗猪早夫
正宗 猪早夫（まさむね いさお、1912年3月30日 - 1999年9月28日 ）は、日本の経営者。日本興業銀行頭取を務めた。

## 来歴・人物
東京都出身。正宗得三郎の長男として生まれ、父が美術教師をしていた成城学園に進学、小原国芳から教え子の中で最も優れた俊才の一人と言われた
1933年に東京帝国大学経済学部経済学科を卒業し、同年に日本興業銀行に入行した。日本開発銀行への出向を経て、1957年5月に取締役に就任し、常務を経て、1964年11月に副頭取に就任し、1968年5月には頭取に昇格した。1975年5月に会長に就任し、1984年6月に取締役相談役を経て、1985年6月から相談役を務めた。日本たばこ産業相談役、日本生命保険取締役なども歴任。
1999年9月28日、肺炎のために死去。87歳没。

## 家族
- 父・正宗得三郎 ‐ 画家。正宗家は代々岡山の網元で材木商なども営む資産家。
- 伯父・正宗白鳥 ‐ 小説家
- 伯父・正宗敦夫 ‐ 国文学者
- 叔父・正宗厳敬 ‐ 植物学者
- 姪・るり子 ‐ 府中市美術館館長藪野健の妻

## 栄誉
- 藍綬褒章(1974年9月)
- フランス・国家功労章コマンドール章(1978年)
- 勲一等瑞宝章(1983年4月)
- フランス・国家栄誉章レジオンドヌール章(1984年11月)